# Ocana
För andra betydelser, se Ocana (olika betydelser).
Ocana är en kommun i departementet Corse-du-Sud på ön Korsika i Frankrike. Kommunen ligger  i kantonen Bastelica som tillhör arrondissementet Ajaccio. År 2022 hade Ocana 643 invånare.

## Befolkningsutveckling
Antalet invånare i kommunen Ocana
Referens:INSEE